# Luchthaven Oued Irara
Luchthaven Oued Irara – Krim Belkacem ((fr) : Aéroport de Hassi Messaoud / Oued Irara - Krim Belkacem) (IATA: HME', ICAO: DAUH) is een luchthaven nabij Hassi Messaoud, in de Algerijnse Sahara. De oorspronkelijk door de Fransen aangelegde luchthaven is vernoemd naar Krim Belkacem, een strijder uit de Algerijnse onafhankelijkheidsoorlog.

## Luchtvaartmaatschappijen en Bestemmingen
- Aigle Azur - Parijs-Charles de Gaulle
- Air Algérie - Algiers, Constantine, In Amenas, Oran
- Air Nostrum - Madrid
- Tassili Airlines - Algiers

Daarnaast wordt de luchthaven ook door de plaatselijke oliemaatschappijen gebruikt voor vluchten naar de soms vergelegen olieproductiesites. Hiervoor worden onder meer Twin Otters gebruikt. 